# Jürgen Meyer-ter-Vehn
Jürgen Meyer-ter-Vehn (* 16. Februar 1940 in Berlin) ist ein deutscher theoretischer Physiker, der sich am Max-Planck-Institut für Quantenoptik mit Laser-Plasma-Wechselwirkung befasst. 
Bis 1973 publizierte er unter dem Namen Meyer.

## Leben und Werk
Meyer-ter-Vehn studierte ab 1959 als Stipendiat der Studienstiftung des Deutschen Volkes Physik an der Universität Münster und an der Ludwig-Maximilians-Universität München, wo er 1966 sein Diplom erwarb. 1969 wurde er an der TU München in theoretischer Kernphysik promoviert. Er forschte an der TU München, am Lawrence Berkeley National Laboratory, dem Paul-Scherrer-Institut und dem Forschungszentrum Jülich. 1976 habilitierte er sich an der TU München, an der er seit 1997 außerplanmäßiger Professor ist. Ab 1979 war er in der Laserforschungs-Gruppe des Max-Planck-Instituts für Plasmaphysik in München, aus der dann 1981 das Max-Planck-Institut für Quantenoptik hervorging. Er war dort bis 2005 Gruppenleiter Laserplasma-Theorie.
Bis Ende der 1970er Jahre befasste er sich vor allem mit theoretischer Kernphysik.
Meyer-ter-Vehn untersuchte die physikalischen Grundlagen der Trägheitsfusion mit Lasern und Schwerionenstrahlen. In den 2000er Jahren befasste er sich mit relativistischer Laser-Plasma Wechselwirkung (bei der zum Beispiel aufgrund der relativistischen Massenzunahme neue Effekte wie induzierte Transparenz und Selbstfokussierung mit Kanalbildung auftreten) und mit der Bildung von Plasmablöcken durch ultrakurze Terawatt-Laserpulse für die Laserfusion (fast ignition). Er entwickelte auch John M. Dawsons Konzept des Kielfeld-Beschleunigers (engl. Wake Field Accelerator) zur Erzeugung extrem hoher elektrischer Felder durch Laser-induzierte Ladungstrennung im Plasma weiter.
1997 erhielt er den Edward Teller Award der American Nuclear Society. 2009 erhielt er den Hannes-Alfvén-Preis der Europäischen Physikalischen Gesellschaft. Die Laudatio würdigte seine herausragenden theoretischen Arbeiten auf den Gebieten der Inertial Fusion, der Laser-Materie-Wechselwirkung, insbesondere der relativistischen Laser-Plasma-Wechselwirkung und der „Laser Wake Field Beschleunigung“.
Er war verheiratet mit Helga Meyer-ter-Vehn (gest. 2011) und hat zwei Söhne, Tobias Meyer-ter-Vehn und Moritz Meyer-ter-Vehn.

## Schriften
- mit Stefano Atzeni: The physics of inertial fusion. Beam plasma interaction, hydrodynamics, hot dense matter (= International Series of Monographs on Physics. Bd. 125). Clarendon Press, Oxford u. a. 2004, ISBN 0-19-856264-0.